# Amphinemura appalachia
Amphinemura appalachia är en bäcksländeart som beskrevs av Baumann 1996. Amphinemura appalachia ingår i släktet Amphinemura och familjen kryssbäcksländor. Inga underarter finns listade i Catalogue of Life.